# Буланович Павло Георгійович
Павло Георгійович Буланович (нар. 14 липня 1971, Одеса) — голова Державної інспекції України з безпеки на морському та річковому транспорті з 30 квітня 2014.

## Освіта
Має дві вищі освіти: інженерну та морську. Окрім того, у 2004 році закінчив Одеській регіональний інститут державного управління Національної академії державного управління при Президентові України (магістр державного управління). У 2009 році закінчив Одеську національну юридичну академію («Державне управління», юрист-правознавець). Кандидат економічних наук (2006 рік).

## Трудова діяльність
З 1996 року по 2007 рік працював в інспекційних підрозділах, пройшов шлях від державного інспектора — головного спеціаліста до начальника інспекції. Із січня по квітень 2007 року — директор комунального підприємства «Центр екологічних проблем і ініціатив», з травня 2007 року по червень 2008 року — радник директора ДП «Дельта-лоцман».
З серпня 2008 року працював у Державному комітеті рибного господарства України на посадах начальника відділу іхтіології, заступником начальника Головного державного оперативного управління охорони, використання і відтворення живих ресурсів та регулювання рибальства (до березня 2010 року).
З квітня 2010 року по травень 2011 року — перший заступник начальника Західно-Чорноморського державного басейнового управління охорони, використання і відтворення водних живих ресурсів та регулювання рибальства Державного комітету рибного господарства України.
З січня 2012 року по липень 2013 року — начальник Одеського міжрегіонального управління Департаменту державного нагляду та контролю за безпекою на морському та річковому транспорті Державної інспекції України з безпеки на морському та річковому транспорті.
До цього часу працював на посаді заступника начальника відділу екологічного контролю природних ресурсів — старшого державного інспектора з охорони навколишнього природного середовища Чорного моря Державної екологічної інспекції Північно-Західного регіону Чорного моря Держекоінспекції України.

## Нагороди
Має відзнаки та заохочення: Почесна грамота Кабінету Міністрів України (2004), Почесна грамота Міністерства охорони навколишнього природного середовища України (2004, 2005), Подяка Одеського міського голови (2007).